# توماس هيارنس
توماس هيارنس (بالإنجليزية: Thomas Hearns)‏ مواليد 18 أكتوبر 1958 في ممفيس، الولايات المتحدة، هو ملاكم أمريكي يصنف ضمن فئة وزن خفيف الثقيل. حقق بطولة رابطة الملاكمة العالمية وبطولة المجلس العالمي للملاكمة وبطولة منظمة الملاكمة العالمية.

## إحصائيات
خاض خلال مسيرته 67 نزالا، فاز في 61 وتعادل في 1 وخسر في 5. فاز بالضربة القاضية في 48 نزالا.

## وصلات خارجية
- توماس هيارنس على موقع بوكس ريك (الإنجليزية) (registration required)

- الموقع الرسمي